# Halové mistrovství České republiky v atletice 2017
Halové mistrovství ČR v atletice 2017 se uskutečnilo ve dnech 25.–26. února 2017 v hale Otakara Jandery v Praze ve Stromovce. Pro většinu reprezentantů to byl poslední start před evropským halovým šampionátem v Bělehradu.

## Medailisté

### Muži
| Soutěž        | Zlato                             | Stříbro                      | Bronz                 |
| 60 m          | Jan Veleba 6.69                   | Zdeněk Stromšík 6.71         | Dominik Záleský 6.75  |
| 200 m         | Pavel Maslák 20.57                | Jan Jirka 20.99              | Patrik Šorm 21.19     |
| 400 m         | Michal Desenský 48.04             | Albert Holibka 48.24         | Vít Müller 48.62      |
| 800 m         | Filip Šnejdr 1:50.28              | Vojtěch Mlynář 1:50.42       | Lukáš Hodboď 1:50.86  |
| 1500 m        | Jan Kubista 3:50.11               | Jakub Zemaník 3:52.74        | Josef Šimsa 3:55.41   |
| 3000 m        | Filip Sasínek 8:13.22             | David Kučera 8:20.69         | Lukáš Kourek 8:24.00  |
| 60 m př.      | Petr Svoboda 7.55                 | Adam Sebastian Helcelet 7.84 | Václav Sedlák 7.88    |
| Skok do výšky | Martin Heindl 2.26                | Matúš Bubeník 2.21           | Jaroslav Bába 2.14    |
| Skok o tyči   | Jan Kudlička 5.40                 | Michal Balner 5.40           | Dan Bárta 5.01        |
| Skok daleký   | Adam Zelinka 7.53                 | Milan Pírek 7.40             | Filip Navrátil 7.28   |
| Trojskok      | Kaukolathi Tuomas 15.89           | Jiří Zeman 15.70             | Filip Dittrich 15.20  |
| Vrh koulí     | Ladislav Prášil 20.84             | Martin Novák 18.93           | Jan Marcell 18.85     |
| Sedmiboj      | Adam Sebastian Helcelet 6188 bodů | Jiří Sýkora 5985 bodů        | Marek Lukáš 5879 bodů |

### Ženy
| Soutěž        | Zlato                       | Stříbro                      | Bronz                     |
| 60 m          | Barbora Procházková 7.32    | Klára Seidlová 7.39          | Jana Slaninová 7.51       |
| 200 m         | Denisa Rosolová 23.68       | Barbora Dvořáková 23.86      | Zuzana Hejnová 24.06      |
| 400 m         | Marcela Pírková 54.16       | Barbora Malíková 54.20       | Alena Symerská 54.33      |
| 800 m         | Kateřina Hálová 2:03.89     | Alena Ulrichová 2:04.63      | Eliška Kutrová 2:10.08    |
| 1500 m        | Diana Mezuliáníková 4:26.41 | Michaela Drábková 4:27.31    | Lucie Maršánová 4:28.30   |
| 3000 m        | Simona Vrzalová 9:04.84     | Lucie Sekanová 9:22.65       | Moira Stewartová 9:23.50  |
| 60 m př.      | Lucie Koudelová 8.19        | Kateřina Cachová 8.29        | Tereza Vokálová 8.41      |
| Skok do výšky | Michaela Hrubá 1.86         | Nikola Strachová 1.83        | Eliška Klučinová 1.80     |
| Skok o tyči   | Romana Maláčová 4.50        | Amálie Švábíková 4.40        | Nikol Jiroutová 4.35      |
| Skok daleký   | Jana Korešová 6.35          | Lucia Slaníčková 6.10        | Michaela Kučerová 6.01    |
| Trojskok      | Šárka Buranská 12.58        | Dominika Horniaková 12.51    | Karolína Jirmanová 12.45  |
| Vrh koulí     | Jana Kárníková 15.56        | Petra Klementová 15.39       | Lada Cermanová 14.34      |
| Pětiboj       | Lucia Slaníčková 4217 bodů  | Kateřina Dvořáková 3957 bodů | Denisa Majerová 3853 bodů |